# Monument à la mémoire des Enfants de la Haute-Vienne morts pour la défense de la Patrie en 1870-1871
Le Monument à la mémoire des Enfants de la Haute-Vienne morts pour la défense de la Patrie en 1870-1871 est un mémorial en mémoire des combattants français de la Guerre franco-allemande de 1870, situé à Limoges, dans le département de la Haute-Vienne, région Nouvelle-Aquitaine. Il constitue l'un des rares exemples de monuments de cette ampleur consacrés à ce conflit. Le monument se situe en léger retrait par rapport à la place Jourdan.

## Histoire
La construction du monument est décidée en 1891 par une association d'anciens combattants limougeauds. Un concours est initialement envisagé, mais la commande, décidée en 1892, est adressée au sculpteur Martial Adolphe Thabard, natif de Limoges et auteur de plusieurs œuvres dans la ville mais aussi à Paris. Le projet définitif est arrêté parmi quatre maquettes en avril 1894. Le chantier commence le 25 mai 1895. La fonte du monument est l'œuvre des ateliers d'Antoine Durenne.
L'inauguration a lieu le 1er octobre 1899 en présence d'Alexandre Millerand, ministre du Commerce, de l'Industrie, des Postes et télégraphes.
Le monument est inscrit au titre des monuments historiques depuis le 11 mai 2001.

## Caractéristiques
L'œuvre est constituée d'une structure en granit, appuyée sur deux socles, et d'un obliques, sur lesquels sont disposés cinq personnages : une femme personnifiant le département de la Haute-Vienne, un officier, un franc-tireur, un clairon de la Garde nationale mobile et un fantassin de ligne.
Le piédestal comporte la mention « À la mémoire des enfants de la Haute-Vienne morts pour la défense de la Patrie en 1870-1871 ».
Le monument mentionne 903 noms de soldats haut-viennois morts pendant cette guerre.

## En savoir plus